# Hobbe Baerdt van Sminia (1797-1858)
Hobbe Baerdt van Sminia (Leeuwarden, 30 september 1797 - Bergum, 25 juli 1858) was een Nederlands bestuurder.

## Biografie
Van Sminia was een zoon van Hector van Sminia (1763-1816) en Wiskje van Haersma (1768-1835). Hij werd op 3 november 1797 gedoopt te Leeuwarden. Hij is een telg uit de familie Van Sminia.
Van Sminia kreeg onderwijs aan de Latijnse school in Leeuwarden waarna hij rechten studeerde in Groningen. Hier promoveerde hij in 1821 op het proefschrift "De Pactis". In 1820 werd hij lid van de Provinciale Staten van Friesland. In 1823 volgde hij zijn oom Willem Livius van Sminia op als grietman van Tietjerksteradeel. Aansluitend was hij de eerste burgemeester van Tietjerksteradeel. In 1825 werd hij lid van de Ridderschap waardoor hij en zijn nageslacht tot de Nederlandse adel ging behoren. In 1840 was hij tevens lid van de dubbele Tweede Kamer.
Daarnaast publiceerde Van Sminia enkele geschiedkundige werken, onder andere onder de pseudoniemen A. v. H. en H. van Rollema. Ook was hij tussen 1840 en 1842 curator van het Rijksathenaeum te Franeker.

## Huwelijk en kinderen
Van Sminia trouwde op 15 juni 1823 te Heerenveen met Wiskje Coehoorn van Scheltinga (1802-1879), dochter van Menno Coehoorn van Scheltinga en Catharina Johanna van Eysinga. Zij kregen samen onder anderen de volgende kinderen:
- Catharina Johanna van Sminia (1834-1882), trouwde met Johan Æmilius Abraham van Panhuys, onder meer burgemeester van Tietjerksteradeel en Groningen, Statenlid en Commissaris van de Koning. Tevens was hij eigenaar van de borg Nienoord.
- Maria Clara van Sminia (1836-1908), trouwde met Adrianus Henricus van Slooten, burgemeester van Rauwerderhem.
- Boudina Lucia Ebella van Sminia (1844-1891), trouwde met Willem Hendrik de Beaufort, Statenlid en burgemeester van Vleuten, Oudenrijn en Haarzuilens.